# Aura (Schiff, 2008)
Die Aura, benannt nach einer finnischen Kleinstadt, ist ein finnischer Schwergutfrachter ohne eigene Ladekräne und mit einem Mehrzweckdeck, das auch eine Containerladung oder die Beladung im RoRo-Verfahren zulässt.

## Einsatzprofil

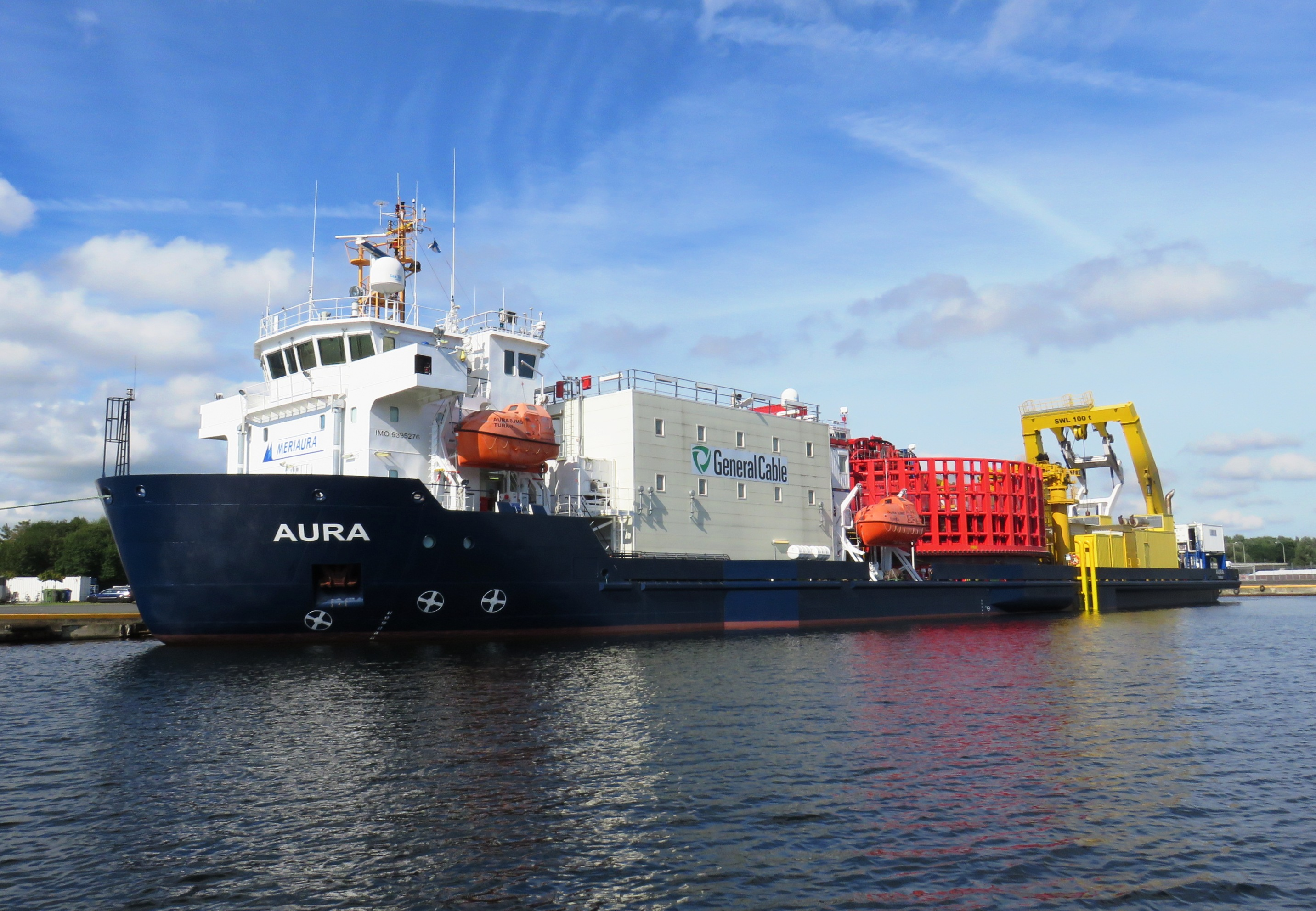
Die Aura als Kabelleger

Das von der polnischen Werft Remontowa in Gdańsk 2008 abgelieferte Schiff dient dem Transport von Stahlbaustrukturen, Schiffssegmenten oder Decksaufbauten (z. B. im Verkehr der Ostseewerften untereinander), von überdimensionierter Fracht wie Windturbinen und anderen Offshore-Ausrüstung, aber auch von traditionellen finnischen Exportartikeln wie Bauholz und Granitblöcken. Es wird in Ostsee, Nordsee und rund um die Britischen Inseln eingesetzt. Mit Zusatzausrüstung kann die Aura auch als Kabelleger verwendet werden. Zeitweise konnte sie auch mit einem bis auf die Stromversorgung autarken zusätzlichen Wohnmodul für 36 weitere Arbeitskräfte ausgerüstet werden, das von einem Kran einfach aufgesetzt und entfernt werden konnte. An Deck lassen sich zusätzliche Dieselgeneratoren mit Treibstofftanks installieren.

## SchwesterschiffMeri
Der mit 105 Meter Länge unwesentlich größere Schwerguttransporter Meri (2012, IMO 9622502) – zunächst als Aura II angekündigt – wurde bei STX Finland in Turku als Double Acting Ship gebaut, das in dünnem Eis normal vorwärts fahren, in dichtem Eis aber rückwärts fahrend auch ohne Unterstützung eines Eisbrechers eingesetzt werden kann. Das hat den Vorteil, dass Bug und Heck jeweils hydrodynamisch spezifisch geformt sind, um die Nachteile der Eisbrecherform bei Normalfahrt (reduzierte Geschwindigkeit und starkes Stampfen des Schiffes, also die Bewegung um die Querachse) zu vermeiden. Die Meri ist mit der finnisch-schwedischen Eisklasse 1A ausgerüstet, hat eine Tragfähigkeit von 5000 Tonnen und kann auch zur Bekämpfung von Ölunfällen eingesetzt werden. Sie wird durch drei Wärtsilä-Dieselmotoren mit je 1026 kW angetrieben, die auch mit Biotreibstoff arbeiten.

## Zwischenfälle
Ein auf dem Deck der Meri verladener Hafenmobilkran kollidierte am Morgen des 30. November 2022 nach der Einfahrt des Schiffes in den Nord-Ostsee-Kanal mit den Holtenauer Hochbrücken. Dabei fielen Kontergewichte des Krans in den Kanal und Hydrauliköl trat aus. Aus Sicherheitsgründen wurden der Kanal und die Brücken für den Verkehr zunächst gesperrt. Der Verkehr auf dem Nord-Ostsee-Kanal wurde am Abend wieder freigegeben.